# 思灵镇
思灵乡，是中华人民共和国广西壮族自治区来宾市武宣县下辖的一个乡镇级行政单位。

## 行政区划
思灵乡下辖以下地区：
灵池村、山汶村、古樟村、马山村、思劳村、甘棠村、太平村、朝东村和双林村。